# Scotch Plains
El municipio de Scotch Plains (en inglés: Scotch Plains Township) es un municipio ubicado en el condado de Union en el estado estadounidense de Nueva Jersey. En el año 2007 tenía una población de 22,979 habitantes y una densidad poblacional de 973 personas por km².

## Geografía
El municipio de Scotch Plains se encuentra ubicado en las coordenadas 40°38′18″N 74°22′26″O / 40.63833, -74.37389.

## Demografía
Según la Oficina del Censo en 2007 los ingresos medios por hogar en la localidad eran de $99,214 y los ingresos medios por familia eran $111,970. Los hombres tenían unos ingresos medios de $63,648 frente a los $43,714 para las mujeres. La renta per cápita para la localidad era de $39,913. Alrededor del 2% de la población estaba por debajo del umbral de pobreza.